# 마쓰오촌 (구마모토현)
마쓰오촌(일본어: 松尾村)은 일본 구마모토현 호타쿠군에 설치되었던 촌이다.